# Rubinblomsterpickare
Rubinblomsterpickare (Prionochilus thoracicus) är en fågel i familjen blomsterpickare inom ordningen tättingar.

## Utseende och läte
Rubinblomsterpickaren är en mycket liten (9,5–10 cm) tätting med mycket färgglad dräkt hos hanen, nästan likt en humla, med svartinramat scharlakansrött på bröstet liksom i en fläck på hjässan, svart på huvud, stjärt och vingar (de senare med smala gula spetsar), gulgrön mantel och gult på resten av undersidan, mot bakre delen av buken vitaktigt, mot flankerna olivgrått. Honan är mycket mer färglös, med grått huvud, gult bröst, vitaktiga flanker och matt brungul rygg. Liknande hona borneoblomsterpickaren är mer jämngul undertill. Bland lätena hörs sträva "tzeep" och ljusa drillar.

## Utbredning och systematik
Fågeln förekommer i södra Vietnam samt på Malackahalvön, Sumatra och i arkipelagerna Riau och Lingga utanför Borneo. Den behandlas som monotypisk, det vill säga att den inte delas in i några underarter.

## Levnadssätt
Rubinblomsterpickaren är en rätt ovanlig art som hittas fläckvist i skog och skogsbryn i lågland och lägre bergstrakter. Födan består av insekter och spindlar, men även frukt som mistelbär, möjligen också pollen och nektar. Arten ses vanligen födosöka lågt och kan ibland klättra på stammar likt en nötväcka. Den har noterats häcka i januari, maj och augusti–oktober på Malackahalvön, på Borneo med flygga ungar i juli–september. Boet placeras lågt i en buske, i övrigt är inget känt om dess häckningsbeteende.

## Status och hot
Arten har ett stort utbredningsområde, men tros minska i antal till följd av omfattande skogsavverkningar, dock inte tillräckligt kraftigt för att den ska betraktas som hotad. Internationella naturvårdsunionen IUCN listar arten som nära hotad (LC).